# Qalb Lozeh
Qalb Lozeh (anche Qalb Lawzah, Kalb Loze) è una delle città morte della Siria nord-occidentale a circa 50 km da Aleppo, vicino al confine turco. Il villaggio è caratterizzato dalla antica basilica e dal 2011 è stato inserito nella lista dei patrimoni dell'umanità gestita dall'UNESCO. 
La chiesa di origine paleocristiana, risalente alla metà del V secolo, era circondata da un alto muro e non apparteneva ad una grande comunità. Si pensa quindi che il villaggio di Qalb Lozeh fosse un luogo di tappa per i pellegrini diretti a Qal'at Sim'an, forse legato ad una reliquia di San Simeone stilita.
La chiesa, forse di qualche decennio più antica della Basilica di San Simeone Stilita, riprende la tradizione dei templi greci e romani, anche se vi sono già alcuni simboli che si ritroveranno nella successiva architettura romanica dell'Europa occidentale. 
La facciata è delimitata da due torri a tre piani, collegate da un ampio arco, che dava accesso al portale interno ed inoltre vi era una terrazza che connetteva i piani superiori delle due torri. 
L'interno ha tre navate e prendeva luce da numerose finestre; nella navata centrale vi sono ampi archi su pilastri che conducono al presbitero e all'abside rialzato (bema). Come la Basilica di San Simeone, l'abside sporge verso ovest; l'aspetto maestoso è messo in rilievo dal poderoso basamento, da un doppio ordine di colonne e dal cornicione.

## Qirq Biza

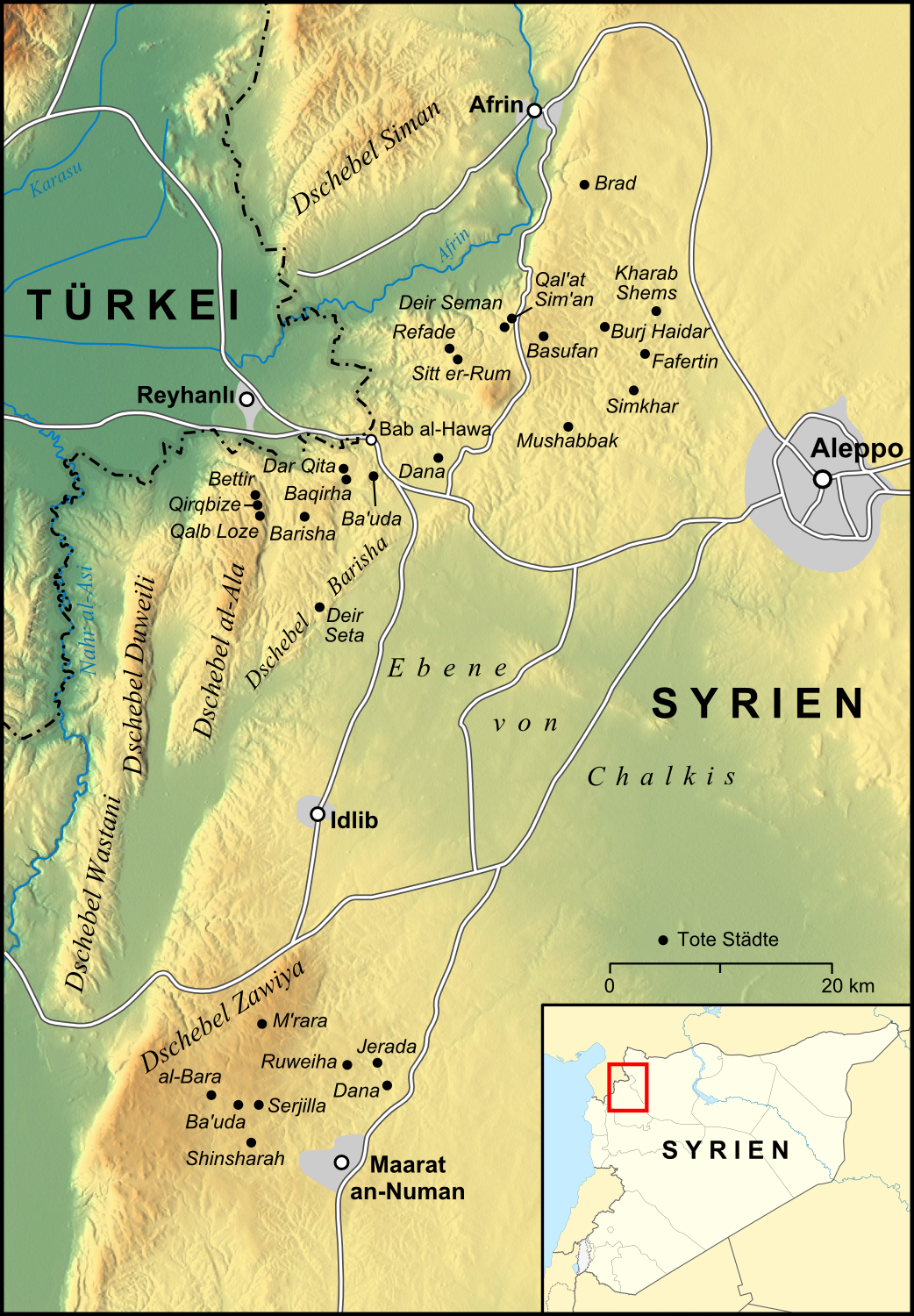
Posizione di alcuni degli antichi villaggi della Siria settentrionale

Si tratta di un villaggio abbandonato a circa 1 km di distanza da Qalb Lozeh. Vi sono resti di case a più piani, con bassorilievi con motivi geometrici o vegetali; vi è anche una chiesetta paleocristiana risalente all'inizio del IV secolo, una delle più antiche di tutta la Siria.

## Behio
Nella vicina località di Behio, anch'essa una delle città morte, la maggiore attrattiva è costituita dai resti di un frantoio per olio e vino, oltre alle vestigia di altri edifici sia civili che religiosi. Il villaggio è una ottima testimonianza delle attività agricole che si svolgevano nell'area nei secoli tra l'VIII ed il X.